# National Hockey League 2008/2009
National Hockey League 2008/2009 var den 91:a säsongen av National Hockey League. Grundserien började den 4 oktober 2008 och avslutades den 12 april 2009. Slutspelet om Stanley Cup spelades mellan 15 april och 12 juni 2009 och vanns av Pittsburgh Penguins, som därmed tog sin tredje titel, efter finalseger över Detroit Red Wings med 4-3 i matcher.
Säsongen inleddes med fyra matcher i Europa, där Ottawa Senators och Pittsburgh Penguins möttes två gånger i Globen, Stockholm och New York Rangers och Tampa Bay Lightning möttes två gånger i Sazka Arena i Prag.
Den 25 januari 2009 spelades All Star-matchen i Bell Centre i Montréal, då klubben Montreal Canadiens firade 100-årsjubileum, i vilken Eastern Conference besegrade Western Conference med 12-11 efter straffslag.
Den 29 maj 2008 meddelade TSN att Chicago Black Hawks kommer att möta Detroit Red Wings utomhus i januari 2009 på Wrigley Field eller Soldier Field.
Den 15 februari 2009 blev Philadelphia's center Mike Richards den första spelaren i NHL-historien att för tredje gången göra ett mål i spel 3-mot-5 när New York Rangers besegrades med 5–2.
Den 17 mars 2009 vann Martin Brodeur, målvakten i New Jersey Devils, sin 552:a match, och passerade med det Patrick Roy som den målvakt som vunnit flest NHL-matcher.
Den 12 mars 2009 blev Henrik Lundqvist, New York Rangers, den förste målvakten att vinna minst 30 matcher under sina fyra första säsonger i NHL.
Jevgenij Malkin, Pittsburgh Penguins, vann poängligan på 113 poäng (35 mål + 78 assist). Malkin vann även poängligan i slutspelet och blev den förste spelaren sedan Mario Lemieux vann både grundseriens och slutspelets poängliga säsongen 1991/1992.
Den 12 juni 2009 blev Sidney Crosby den yngste lagkaptenen i NHL-historien att vinna Stanley Cup, och Jevgenij Malkin blev den första ryska ishockeyspelaren att vinna Conn Smythe Trophy. 
I matchen mellan Columbus Blue Jackets och New York Islanders den 3 november 2008 gjorde Islanders forward Chris Campoli mål två gånger under samma förlängning. Först hann han upp en lös puck och sköt den i mål förbi Fredrik Norrena i Columbus mål. Pucken gick igenom nätet utan att domarna upptäckte att pucken varit i mål, och medan Campoli jublade över sitt målet fortsatte matchen. Campoli fick bara några sekunder senare pucken mitt framför målet och sköt den återigen i mål.

## Eastern Conference
- Lag i blått divisionsvinnare.
- Lag i grönt till slutspel.
- Lag i rött missade slutspel.

Not: SM = Spelade matcher, V = Vunna, O = Oavgjorda, F = Förluster, SV = Vinst efter sudden death eller straffar, GM = Gjorda mål, IM = Insläppta mål, P = Poäng
| Atlantic Division   | SM | V  | O  | F  | SV | GM  | IM  | P   |
| ------------------- | -- | -- | -- | -- | -- | --- | --- | --- |
| New Jersey Devils   | 82 | 36 | 19 | 27 | 15 | 244 | 209 | 106 |
| Pittsburgh Penguins | 82 | 33 | 21 | 28 | 12 | 264 | 239 | 99  |
| Philadelphia Flyers | 82 | 34 | 21 | 27 | 10 | 264 | 237 | 99  |
| New York Rangers    | 82 | 30 | 22 | 30 | 13 | 210 | 218 | 95  |
| New York Islanders  | 82 | 20 | 15 | 47 | 6  | 201 | 279 | 61  |

| Northeast Division  | SM | V  | O  | F  | SV | GM  | IM  | P   |
| ------------------- | -- | -- | -- | -- | -- | --- | --- | --- |
| Boston Bruins       | 82 | 46 | 17 | 19 | 7  | 274 | 196 | 116 |
| Montreal Canadiens  | 82 | 30 | 22 | 30 | 11 | 248 | 247 | 93  |
| Buffalo Sabres      | 82 | 31 | 19 | 32 | 10 | 250 | 234 | 91  |
| Ottawa Senators     | 82 | 29 | 18 | 35 | 7  | 217 | 237 | 83  |
| Toronto Maple Leafs | 82 | 24 | 23 | 35 | 10 | 250 | 293 | 81  |

| Southeast Division  | SM | V  | O  | F  | SV | GM  | IM  | P   |
| ------------------- | -- | -- | -- | -- | -- | --- | --- | --- |
| Washington Capitals | 82 | 40 | 18 | 24 | 10 | 272 | 245 | 108 |
| Carolina Hurricanes | 82 | 35 | 17 | 30 | 10 | 239 | 226 | 97  |
| Florida Panthers    | 82 | 34 | 18 | 30 | 7  | 234 | 231 | 93  |
| Atlanta Thrashers   | 82 | 24 | 17 | 41 | 11 | 256 | 280 | 76  |
| Tampa Bay Lightning | 82 | 19 | 23 | 40 | 5  | 210 | 279 | 66  |

## Western Conference
- Lag i blått divisionsvinnare.
- Lag i grönt till slutspel.
- Lag i rött missade slutspel.

Not: SM = Spelade matcher, V = Vunna, O = Oavgjorda, F = Förluster, SV = Vinst efter sudden death eller straffar, GM = Gjorda mål, IM = Insläppta mål, P = Poäng
| Central Division      | SM | V  | O  | F  | SV | GM  | IM  | P   |
| --------------------- | -- | -- | -- | -- | -- | --- | --- | --- |
| Detroit Red Wings     | 82 | 42 | 19 | 21 | 9  | 295 | 244 | 112 |
| Chicago Blackhawks    | 82 | 36 | 22 | 24 | 10 | 264 | 217 | 104 |
| St. Louis Blues       | 82 | 32 | 19 | 31 | 9  | 233 | 233 | 92  |
| Columbus Blue Jackets | 82 | 30 | 20 | 32 | 11 | 227 | 230 | 91  |
| Nashville Predators   | 82 | 28 | 20 | 34 | 12 | 213 | 233 | 88  |

| Northwest Division | SM | V  | O  | F  | SV | GM  | IM  | P   |
| ------------------ | -- | -- | -- | -- | -- | --- | --- | --- |
| Vancouver Canucks  | 82 | 37 | 18 | 27 | 8  | 246 | 220 | 100 |
| Calgary Flames     | 82 | 40 | 12 | 30 | 6  | 254 | 248 | 98  |
| Minnesota Wild     | 82 | 32 | 17 | 33 | 8  | 219 | 200 | 89  |
| Edmonton Oilers    | 82 | 31 | 16 | 35 | 7  | 234 | 247 | 85  |
| Colorado Avalanche | 82 | 20 | 17 | 45 | 12 | 199 | 257 | 69  |

| Pacific Division  | SM | V  | O  | F  | SV | GM  | IM  | P   |
| ----------------- | -- | -- | -- | -- | -- | --- | --- | --- |
| San Jose Sharks   | 82 | 43 | 21 | 18 | 10 | 257 | 204 | 117 |
| Anaheim Ducks     | 82 | 30 | 19 | 33 | 12 | 245 | 238 | 91  |
| Dallas Stars      | 82 | 25 | 22 | 35 | 11 | 230 | 257 | 83  |
| Phoenix Coyotes   | 82 | 32 | 11 | 39 | 4  | 208 | 252 | 79  |
| Los Angeles Kings | 82 | 26 | 19 | 37 | 8  | 207 | 234 | 79  |

## Poängligan i grundserien
Not: SM = Spelade matcher, M = Mål, A = Assists, Pts = Poäng
| Spelare            | Lag                 | SM | M  | A  | Pts |
| ------------------ | ------------------- | -- | -- | -- | --- |
| Jevgenij Malkin    | Pittsburgh Penguins | 82 | 35 | 78 | 113 |
| Aleksandr Ovetjkin | Washington Capitals | 79 | 56 | 54 | 110 |
| Sidney Crosby      | Pittsburgh Penguins | 76 | 33 | 70 | 103 |
| Pavel Datsiuk      | Detroit Red Wings   | 81 | 32 | 65 | 97  |
| Zach Parise        | New Jersey Devils   | 82 | 45 | 49 | 94  |
| Ilja Kovaltjuk     | Atlanta Thrashers   | 79 | 43 | 48 | 91  |
| Ryan Getzlaf       | Anaheim Ducks       | 81 | 25 | 66 | 91  |
| Jarome Iginla      | Calgary Flames      | 81 | 35 | 54 | 89  |
| Marc Savard        | Boston Bruins       | 82 | 25 | 63 | 88  |
| Nicklas Bäckström  | Washington Capitals | 82 | 22 | 66 | 88  |

## Slutspelet
16 lag gör upp om Stanley Cup. Samtliga matchserier avgörs i bäst av sju matcher.
|  | Kvartsfinaler inom konferensen | Kvartsfinaler inom konferensen        | Kvartsfinaler inom konferensen |   |                   | Semifinaler inom konferensen | Semifinaler inom konferensen | Semifinaler inom konferensen |                   |                   | Finaler inom konferensen | Finaler inom konferensen | Finaler inom konferensen |  |  | Stanley Cup-finalen | Stanley Cup-finalen | Stanley Cup-finalen |
|  |                                |                                       |                                |   |                   |                              |                              |                              |                   |                   |                          |                          |                          |  |  |                     |                     |                     |
|  | 1                              | Boston Bruins                         | 4                              |   |                   | 1                            | Boston Bruins                | 3                            |                   |                   |                          |                          |                          |  |  |                     |                     |                     |
|  | 8                              | Montreal Canadiens                    | 0                              |   |                   | 6                            | Carolina Hurricanes          | 4                            |                   |                   |                          |                          |                          |  |  |                     |                     |                     |
|  |                                |                                       |                                |   |                   |                              |                              |                              |                   |                   |                          |                          |                          |  |  |                     |                     |                     |
|  | 2                              | Washington Capitals                   | 4                              |   |                   |                              |                              |                              | Östra konferensen | Östra konferensen | Östra konferensen        | Östra konferensen        | Östra konferensen        |  |  |                     |                     |                     |
|  | 2                              | Washington Capitals                   | 4                              |   |                   |                              |                              |                              | Östra konferensen | Östra konferensen | Östra konferensen        | Östra konferensen        | Östra konferensen        |  |  |                     |                     |                     |
|  | 7                              | New York Rangers                      | 3                              |   |                   |                              |                              |                              |                   |                   |                          |                          |                          |  |  |                     |                     |                     |
|  | 7                              | New York Rangers                      | 3                              |   |                   |                              |                              |                              |                   | 6                 | Carolina Hurricanes      | 0                        |                          |  |  |                     |                     |                     |
|  |                                |                                       |                                |   |                   |                              |                              |                              |                   | 6                 | Carolina Hurricanes      | 0                        |                          |  |  |                     |                     |                     |
|  |                                | 4                                     | Pittsburgh Penguins            | 4 |                   |                              |                              |                              |                   |                   |                          |                          |                          |  |  |                     |                     |                     |
|  | 3                              | 4                                     | Pittsburgh Penguins            | 4 | New Jersey Devils | 3                            |                              |                              |                   |                   |                          |                          |                          |  |  |                     |                     |                     |
|  | 3                              |                                       |                                |   | New Jersey Devils | 3                            |                              |                              |                   |                   |                          |                          |                          |  |  |                     |                     |                     |
|  | 6                              | Carolina Hurricanes                   | 4                              |   |                   |                              |                              |                              |                   |                   |                          |                          |                          |  |  |                     |                     |                     |
|  | 6                              | Carolina Hurricanes                   | 4                              |   |                   |                              |                              |                              |                   |                   |                          |                          |                          |  |  |                     |                     |                     |
|  |                                |                                       |                                |   |                   |                              |                              |                              |                   |                   |                          |                          |                          |  |  |                     |                     |                     |
|  |                                |                                       |                                |   |                   |                              |                              |                              |                   |                   |                          |                          |                          |  |  |                     |                     |                     |
|  | 4                              | Pittsburgh Penguins                   | 4                              |   | 2                 | Washington Capitals          | 3                            |                              |                   |                   |                          |                          |                          |  |  |                     |                     |                     |
|  | 4                              | Pittsburgh Penguins                   | 4                              |   | 2                 | Washington Capitals          | 3                            |                              |                   |                   |                          |                          |                          |  |  |                     |                     |                     |
|  | 5                              | Philadelphia Flyers                   | 2                              |   |                   | 4                            | Pittsburgh Penguins          | 4                            |                   |                   |                          |                          |                          |  |  |                     |                     |                     |
|  | 5                              | Philadelphia Flyers                   | 2                              |   |                   |                              |                              |                              |                   | E4                | Pittsburgh Penguins      | 4                        |                          |  |  |                     |                     |                     |
|  |                                | (Lagen omseedas efter kvartfinalerna) |                                |   |                   |                              |                              |                              |                   | E4                | Pittsburgh Penguins      | 4                        |                          |  |  |                     |                     |                     |
|  |                                | W2                                    | Detroit Red Wings              | 3 |                   |                              |                              |                              |                   |                   |                          |                          |                          |  |  |                     |                     |                     |
|  | 1                              | W2                                    | Detroit Red Wings              | 3 | San Jose Sharks   | 2                            |                              |                              | 2                 | Detroit Red Wings | 4                        |                          |                          |  |  |                     |                     |                     |
|  | 1                              |                                       |                                |   | San Jose Sharks   | 2                            |                              |                              | 2                 | Detroit Red Wings | 4                        |                          |                          |  |  |                     |                     |                     |
|  | 8                              | Anaheim Ducks                         | 4                              |   |                   | 8                            | Anaheim Ducks                | 3                            |                   |                   |                          |                          |                          |  |  |                     |                     |                     |
|  | 8                              | Anaheim Ducks                         | 4                              |   |                   | 8                            | Anaheim Ducks                | 3                            |                   |                   |                          |                          |                          |  |  |                     |                     |                     |
|  |                                |                                       |                                |   |                   |                              |                              |                              |                   |                   |                          |                          |                          |  |  |                     |                     |                     |
|  | 2                              | Detroit Red Wings                     | 4                              |   |                   |                              |                              |                              |                   |                   |                          |                          |                          |  |  |                     |                     |                     |
|  | 2                              | Detroit Red Wings                     | 4                              |   |                   |                              |                              |                              |                   |                   |                          |                          |                          |  |  |                     |                     |                     |
|  | 7                              | Columbus Blue Jackets                 | 0                              |   |                   |                              |                              |                              |                   |                   |                          |                          |                          |  |  |                     |                     |                     |
|  | 7                              | Columbus Blue Jackets                 | 0                              |   |                   |                              |                              |                              | 2                 | Detroit Red Wings | 4                        |                          |                          |  |  |                     |                     |                     |
|  |                                |                                       |                                |   |                   |                              |                              |                              | 2                 | Detroit Red Wings | 4                        |                          |                          |  |  |                     |                     |                     |
|  |                                | 4                                     | Chicago Blackhawks             | 1 |                   |                              |                              |                              |                   |                   |                          |                          |                          |  |  |                     |                     |                     |
|  | 3                              | 4                                     | Chicago Blackhawks             | 1 | Vancouver Canucks | 4                            |                              |                              |                   |                   |                          |                          |                          |  |  |                     |                     |                     |
|  | 3                              |                                       |                                |   | Vancouver Canucks | 4                            |                              |                              |                   |                   |                          |                          |                          |  |  |                     |                     |                     |
|  | 6                              | St. Louis Blues                       | 0                              |   |                   |                              |                              |                              |                   |                   | Västra konferensen       | Västra konferensen       | Västra konferensen       |  |  |                     |                     |                     |
|  | 6                              | St. Louis Blues                       | 0                              |   |                   |                              |                              |                              |                   |                   | Västra konferensen       | Västra konferensen       | Västra konferensen       |  |  |                     |                     |                     |
|  |                                |                                       |                                |   |                   |                              |                              |                              |                   |                   |                          |                          |                          |  |  |                     |                     |                     |
|  | 4                              | Chicago Blackhawks                    | 4                              |   | 3                 | Vancouver Canucks            | 2                            |                              |                   |                   |                          |                          |                          |  |  |                     |                     |                     |
|  | 4                              | Chicago Blackhawks                    | 4                              |   | 3                 | Vancouver Canucks            | 2                            |                              |                   |                   |                          |                          |                          |  |  |                     |                     |                     |
|  | 5                              | Calgary Flames                        | 2                              |   |                   | 4                            | Chicago Blackhawks           | 4                            |                   |                   |                          |                          |                          |  |  |                     |                     |                     |

### Åttondelsfinaler
Boston Bruins vs. Montreal Canadiens
| Datum    | Hemma              | Mål | Borta              | Mål | Matchrapport |
| -------- | ------------------ | --- | ------------------ | --- | ------------ |
| 16 april | Boston Bruins      | 4   | Montreal Canadiens | 2   | Match 1      |
| 18 april | Boston Bruins      | 5   | Montreal Canadiens | 1   | Match 2      |
| 20 april | Montreal Canadiens | 2   | Boston Bruins      | 4   | Match 3      |
| 22 april | Montreal Canadiens | 1   | Boston Bruins      | 4   | Match 4      |

Boston vidare med 4-0 i matcher.
Washington Capitals vs. New York Rangers
| Datum    | Hemma               | Mål | Borta               | Mål | Matchrapport |
| -------- | ------------------- | --- | ------------------- | --- | ------------ |
| 15 april | Washington Capitals | 3   | New York Rangers    | 4   | Match 1      |
| 18 april | Washington Capitals | 0   | New York Rangers    | 1   | Match 2      |
| 20 april | New York Rangers    | 0   | Washington Capitals | 4   | Match 3      |
| 22 april | New York Rangers    | 2   | Washington Capitals | 1   | Match 4      |
| 24 april | Washington Capitals | 4   | New York Rangers    | 0   | Match 5      |
| 26 april | New York Rangers    | 3   | Washington Capitals | 5   | Match 6      |
| 28 april | Washington Capitals | 2   | New York Rangers    | 1   | Match 7      |

Washington vidare med 4-3 i matcher.
New Jersey Devils vs. Carolina Hurricanes
| Datum    | Hemma               | Mål | Borta               | Mål | Sudden | Matchrapport |
| -------- | ------------------- | --- | ------------------- | --- | ------ | ------------ |
| 15 april | New Jersey Devils   | 4   | Carolina Hurricanes | 1   |        | Match 1      |
| 17 april | New Jersey Devils   | 1   | Carolina Hurricanes | 2   | 02:40  | Match 2      |
| 19 april | Carolina Hurricanes | 2   | New Jersey Devils   | 3   | 04:58  | Match 3      |
| 21 april | Carolina Hurricanes | 4   | New Jersey Devils   | 3   |        | Match 4      |
| 23 april | New Jersey Devils   | 1   | Carolina Hurricanes | 0   |        | Match 5      |
| 26 april | Carolina Hurricanes | 4   | New Jersey Devils   | 0   |        | Match 6      |
| 28 april | New Jersey Devils   | 3   | Carolina Hurricanes | 4   |        | Match 7      |

Carolina vidare med 4-3 i matcher.
Pittsburgh Penguins vs. Philadelphia Flyers
| Datum    | Hemma               | Mål | Borta               | Mål | Sudden | Matchrapport |
| -------- | ------------------- | --- | ------------------- | --- | ------ | ------------ |
| 15 april | Pittsburgh Penguins | 4   | Philadelphia Flyers | 1   |        | Match 1      |
| 17 april | Pittsburgh Penguins | 3   | Philadelphia Flyers | 2   | 18:29  | Match 2      |
| 19 april | Philadelphia Flyers | 6   | Pittsburgh Penguins | 3   |        | Match 3      |
| 21 april | Philadelphia Flyers | 1   | Pittsburgh Penguins | 3   |        | Match 4      |
| 23 april | Pittsburgh Penguins | 0   | Philadelphia Flyers | 3   |        | Match 5      |
| 25 april | Philadelphia Flyers | 3   | Pittsburgh Penguins | 5   |        | Match 6      |

Pittsburgh vidare med 4-2 i matcher.
San Jose Sharks vs. Anaheim Ducks
| Datum    | Hemma           | Mål | Borta           | Mål | Sudden | Matchrapport |
| -------- | --------------- | --- | --------------- | --- | ------ | ------------ |
| 16 april | San Jose Sharks | 0   | Anaheim Ducks   | 2   |        | Match 1      |
| 19 april | San Jose Sharks | 2   | Anaheim Ducks   | 3   |        | Match 2      |
| 21 april | Anaheim Ducks   | 3   | San Jose Sharks | 4   |        | Match 3      |
| 23 april | Anaheim Ducks   | 4   | San Jose Sharks | 0   |        | Match 4      |
| 25 april | San Jose Sharks | 3   | Anaheim Ducks   | 2   | 06:02  | Match 5      |
| 27 april | Anaheim Ducks   | 4   | San Jose Sharks | 1   |        | Match 6      |

Anaheim vidare med 4-2 i matcher.
Detroit Red Wings vs. Columbus Blue Jackets
| Datum    | Hemma                 | Mål | Borta                 | Mål | Matchrapport |
| -------- | --------------------- | --- | --------------------- | --- | ------------ |
| 16 april | Detroit Red Wings     | 4   | Columbus Blue Jackets | 1   | Match 1      |
| 18 april | Detroit Red Wings     | 4   | Columbus Blue Jackets | 0   | Match 2      |
| 21 april | Columbus Blue Jackets | 1   | Detroit Red Wings     | 4   | Match 3      |
| 23 april | Columbus Blue Jackets | 5   | Detroit Red Wings     | 6   | Match 4      |

Detroit vidare med 4-0 i matcher.
Vancouver Canucks vs. St Louis Blues
| Datum    | Hemma             | Mål | Borta             | Mål | Sudden | Matchrapport |
| -------- | ----------------- | --- | ----------------- | --- | ------ | ------------ |
| 15 april | Vancouver Canucks | 2   | St Louis Blues    | 1   |        | Match 1      |
| 17 april | Vancouver Canucks | 3   | St Louis Blues    | 0   |        | Match 2      |
| 19 april | St Louis Blues    | 2   | Vancouver Canucks | 3   |        | Match 3      |
| 21 april | St Louis Blues    | 2   | Vancouver Canucks | 3   | 19:41  | Match 4      |

Vancouver vidare med 4-0 i matcher.
Chicago Black Hawks vs. Calgary Flames
| Datum    | Hemma               | Mål | Borta               | Mål | Sudden | Matchrapport |
| -------- | ------------------- | --- | ------------------- | --- | ------ | ------------ |
| 16 april | Chicago Black Hawks | 3   | Calgary Flames      | 2   | 00:12  | Match 1      |
| 18 april | Chicago Black Hawks | 3   | Calgary Flames      | 2   |        | Match 2      |
| 20 april | Calgary Flames      | 4   | Chicago Black Hawks | 2   |        | Match 3      |
| 22 april | Calgary Flames      | 6   | Chicago Black Hawks | 4   |        | Match 4      |
| 25 april | Chicago Black Hawks | 5   | Calgary Flames      | 1   |        | Match 5      |
| 27 april | Calgary Flames      | 1   | Chicago Black Hawks | 4   |        | Match 6      |

Chicago vidare med 4-2 i matcher.

### Kvartsfinaler
Boston Bruins vs. Carolina Hurricanes
| Datum  | Hemma               | Mål | Borta               | Mål | Sudden | Matchrapport |
| ------ | ------------------- | --- | ------------------- | --- | ------ | ------------ |
| 1 maj  | Boston Bruins       | 4   | Carolina Hurricanes | 1   |        | Match 1      |
| 3 maj  | Boston Bruins       | 0   | Carolina Hurricanes | 3   |        | Match 2      |
| 6 maj  | Carolina Hurricanes | 3   | Boston Bruins       | 2   | 02:48  | Match 3      |
| 8 maj  | Carolina Hurricanes | 4   | Boston Bruins       | 1   |        | Match 4      |
| 10 maj | Boston Bruins       | 4   | Carolina Hurricanes | 0   |        | Match 5      |
| 12 maj | Carolina Hurricanes | 2   | Boston Bruins       | 4   |        | Match 6      |
| 14 maj | Boston Bruins       | 2   | Carolina Hurricanes | 3   | 18:46  | Match 7      |

Carolina vidare med 4-3 i matcher.
Washington Capitals vs. Pittsburgh Penguins
| Datum  | Hemma               | Mål | Borta               | Mål | Sudden | Matchrapport |
| ------ | ------------------- | --- | ------------------- | --- | ------ | ------------ |
| 2 maj  | Washington Capitals | 3   | Pittsburgh Penguins | 2   |        | Match 1      |
| 4 maj  | Washington Capitals | 4   | Pittsburgh Penguins | 3   |        | Match 2      |
| 6 maj  | Pittsburgh Penguins | 3   | Washington Capitals | 2   | 11:23  | Match 3      |
| 8 maj  | Pittsburgh Penguins | 5   | Washington Capitals | 3   |        | Match 4      |
| 9 maj  | Washington Capitals | 3   | Pittsburgh Penguins | 4   | 03:28  | Match 5      |
| 11 maj | Pittsburgh Penguins | 4   | Washington Capitals | 5   | 06:22  | Match 6      |
| 13 maj | Washington Capitals | 2   | Pittsburgh Penguins | 6   |        | Match 7      |

Pittsburgh vidare med 4-3 i matcher.

Detroit Red Wings vs. Anaheim Ducks
| Datum  | Hemma             | Mål | Borta             | Mål | Sudden | Matchrapport |
| ------ | ----------------- | --- | ----------------- | --- | ------ | ------------ |
| 1 maj  | Detroit Red Wings | 3   | Anaheim Ducks     | 2   |        | Match 1      |
| 3 maj  | Detroit Red Wings | 3   | Anaheim Ducks     | 4   | 41:15  | Match 2      |
| 5 maj  | Anaheim Ducks     | 2   | Detroit Red Wings | 1   |        | Match 3      |
| 7 maj  | Anaheim Ducks     | 3   | Detroit Red Wings | 6   |        | Match 4      |
| 10 maj | Detroit Red Wings | 4   | Anaheim Ducks     | 1   |        | Match 5      |
| 12 maj | Anaheim Ducks     | 2   | Detroit Red Wings | 1   |        | Match 6      |
| 14 maj | Detroit Red Wings | 4   | Anaheim Ducks     | 3   |        | Match 7      |

Detroit vidare med 4-3 i matcher.
Vancouver Canucks vs. Chicago Black Hawks
| Datum    | Hemma               | Mål | Borta               | Mål | Sudden | Matchrapport |
| -------- | ------------------- | --- | ------------------- | --- | ------ | ------------ |
| 30 april | Vancouver Canucks   | 5   | Chicago Black Hawks | 3   |        | Match 1      |
| 2 maj    | Vancouver Canucks   | 3   | Chicago Black Hawks | 6   |        | Match 2      |
| 5 maj    | Chicago Black Hawks | 1   | Vancouver Canucks   | 3   |        | Match 3      |
| 7 maj    | Chicago Black Hawks | 2   | Vancouver Canucks   | 1   | 02:52  | Match 4      |
| 9 maj    | Vancouver Canucks   | 2   | Chicago Black Hawks | 4   |        | Match 5      |
| 11 maj   | Chicago Black Hawks | 7   | Vancouver Canucks   | 5   |        | Match 6      |

Chicago vidare med 4-2 i matcher.

### Semifinaler
Pittsburgh Penguins vs. Carolina Hurricanes
| Datum  | Hemma               | Mål | Borta               | Mål | Matchrapport |
| ------ | ------------------- | --- | ------------------- | --- | ------------ |
| 18 maj | Pittsburgh Penguins | 3   | Carolina Hurricanes | 2   | Match 1      |
| 21 maj | Pittsburgh Penguins | 7   | Carolina Hurricanes | 4   | Match 2      |
| 23 maj | Carolina Hurricanes | 2   | Pittsburgh Penguins | 6   | Match 3      |
| 26 maj | Carolina Hurricanes | 1   | Pittsburgh Penguins | 4   | Match 4      |

Pittsburgh vidare med 4-0 i matcher.
Detroit Red Wings vs. Chicago Black Hawks
| Datum  | Hemma               | Mål | Borta               | Mål | Sudden | Matchrapport |
| ------ | ------------------- | --- | ------------------- | --- | ------ | ------------ |
| 17 maj | Detroit Red Wings   | 5   | Chicago Black Hawks | 2   |        | Match 1      |
| 19 maj | Detroit Red Wings   | 3   | Chicago Black Hawks | 2   | 05:14  | Match 2      |
| 22 maj | Chicago Black Hawks | 4   | Detroit Red Wings   | 3   | 01:52  | Match 3      |
| 24 maj | Chicago Black Hawks | 1   | Detroit Red Wings   | 6   |        | Match 4      |
| 27 maj | Detroit Red Wings   | 2   | Chicago Black Hawks | 1   | 03:58  | Match 5      |

Detroit vidare med 4-1 i matcher.

## Stanley Cup-final
Detroit Red Wings vs. Pittsburgh Penguins
| Datum   | Hemma               | Mål | Borta               | Mål | Matchrapport | Arena           |
| ------- | ------------------- | --- | ------------------- | --- | ------------ | --------------- |
| 30 maj  | Detroit Red Wings   | 3   | Pittsburgh Penguins | 1   | Match 1      | Joe Louis Arena |
| 31 maj  | Detroit Red Wings   | 3   | Pittsburgh Penguins | 1   | Match 2      | Joe Louis Arena |
| 2 juni  | Pittsburgh Penguins | 4   | Detroit Red Wings   | 2   | Match 3      | Mellon Arena    |
| 4 juni  | Pittsburgh Penguins | 4   | Detroit Red Wings   | 2   | Match 4      | Mellon Arena    |
| 6 juni  | Detroit Red Wings   | 5   | Pittsburgh Penguins | 0   | Match 5      | Joe Louis Arena |
| 9 juni  | Pittsburgh Penguins | 2   | Detroit Red Wings   | 1   | Match 6      | Mellon Arena    |
| 12 juni | Detroit Red Wings   | 1   | Pittsburgh Penguins | 2   | Match 7      | Joe Louis Arena |

Pittsburgh vann Stanley-Cup med 4-3 i matcher.

## Poängligan Stanley Cup-slutspelet
Not: SM = Spelade matcher, M = Mål, A = Assists, Pts = Poäng
| Spelare            | Lag                 | SM | M  | A  | Pts |
| ------------------ | ------------------- | -- | -- | -- | --- |
| Jevgenij Malkin    | Pittsburgh Penguins | 24 | 14 | 22 | 36  |
| Sidney Crosby      | Pittsburgh Penguins | 24 | 15 | 16 | 31  |
| Henrik Zetterberg  | Detroit Red Wings   | 23 | 11 | 13 | 24  |
| Johan Franzén      | Detroit Red Wings   | 23 | 12 | 11 | 23  |
| Aleksandr Ovetjkin | Washington Capitals | 14 | 11 | 10 | 21  |
| Ryan Getzlaf       | Anaheim Ducks       | 13 | 4  | 14 | 18  |
| Nicklas Lidström   | Detroit Red Wings   | 21 | 4  | 12 | 16  |
| Valtteri Filppula  | Detroit Red Wings   | 23 | 3  | 13 | 16  |
| Eric Staal         | Carolina Hurricanes | 18 | 10 | 5  | 15  |
| Daniel Cleary      | Detroit Red Wings   | 23 | 9  | 6  | 15  |
| Bill Guerin        | Pittsburgh Penguins | 24 | 7  | 8  | 15  |
| Marián Hossa       | Detroit Red Wings   | 23 | 6  | 9  | 15  |
| Martin Havlát      | Chicago Black Hawks | 16 | 5  | 10 | 15  |
| Nicklas Bäckström  | Washington Capitals | 14 | 3  | 12 | 15  |

## Debutanter
Några kända debutanter under säsongen:
- Patrik Berglund, St Louis Blues
- Steve Mason, Columbus Blue Jackets
- Drew Doughty, Los Angeles Kings
- Steven Stamkos, Tampa Bay Lightning

## Sista matchen i NHL
Bland de spelare som gjorde sin sista säsong i NHL fanns bland annat:
- Sergej Fedorov, Washington Capitals
- Bobby Holík, New Jersey Devils
- Olaf Kölzig, Tampa Bay Lightning
- Claude Lemieux, San Jose Sharks
- Markus Näslund, New York Rangers
- Teppo Numminen, Buffalo Sabres
- Jeremy Roenick, San Jose Sharks
- Joe Sakic, Colorado Avalanche
- Mats Sundin, Vancouver Canucks

## NHL awards
| 2008–2009 NHL awards              | 2008–2009 NHL awards                        |
| --------------------------------- | ------------------------------------------- |
| Presidents' Trophy:               | San Jose Sharks                             |
| Prince of Wales Trophy:           | Pittsburgh Penguins                         |
| Clarence S. Campbell Bowl:        | Detroit Red Wings                           |
| Art Ross Trophy:                  | Jevgenij Malkin, Pittsburgh Penguins        |
| Bill Masterton Memorial Trophy:   | Steve Sullivan, Nashville Predators         |
| Calder Memorial Trophy:           | Steve Mason, Columbus Blue Jackets          |
| Conn Smythe Trophy:               | Jevgenij Malkin, Pittsburgh Penguins        |
| Frank J. Selke Trophy:            | Pavel Datsiuk, Detroit Red Wings            |
| Hart Memorial Trophy:             | Aleksandr Ovetjkin, Washington Capitals     |
| Jack Adams Award:                 | Claude Julien, Boston Bruins                |
| James Norris Memorial Trophy:     | Zdeno Chára, Boston Bruins                  |
| King Clancy Memorial Trophy:      | Ethan Moreau, Edmonton Oilers               |
| Lady Byng Memorial Trophy:        | Pavel Datsiuk, Detroit Red Wings            |
| Lester B. Pearson Award:          | Aleksandr Ovetjkin, Washington Capitals     |
| Maurice "Rocket" Richard Trophy:  | Aleksandr Ovetjkin, Washington Capitals     |
| NHL Plus/Minus Award:             | David Krejčí, Boston Bruins                 |
| Roger Crozier Saving Grace Award: | Tim Thomas, Boston Bruins                   |
| Vezina Trophy:                    | Tim Thomas, Boston Bruins                   |
| William M. Jennings Trophy:       | Tim Thomas & Manny Fernandez, Boston Bruins |
| Lester Patrick Trophy:            | Mark Messier, Mike Richter & Jim Devellano  |
| NHL Lifetime Achievement Award:   | Jean Béliveau                               |

## All-Star
| Första laget                            | Position | Andra laget                         |
| --------------------------------------- | -------- | ----------------------------------- |
| Tim Thomas, Boston Bruins               | M        | Steve Mason, Columbus Blue Jackets  |
| Mike Green, Washington Capitals         | B        | Nicklas Lidström, Detroit Red Wings |
| Zdeno Chára, Boston Bruins              | B        | Dan Boyle, San Jose Sharks          |
| Jevgenij Malkin, Pittsburgh Penguins    | C        | Pavel Datsiuk, Detroit Red Wings    |
| Aleksandr Ovetjkin, Washington Capitals | HF       | Zach Parise, New Jersey Devils      |
| Jarome Iginla, Calgary Flames           | VF       | Marián Hossa, Detroit Red Wings     |

### All-Rookie Star
Målvakt: Steve Mason, Columbus Blue Jackets 
 Backar: Drew Doughty, Los Angeles Kings • Luke Schenn, Toronto Maple Leafs 
 Forwards: Patrik Berglund, St. Louis Blues • Kris Versteeg, Chicago Black Hawks • Bobby Ryan, Anaheim Ducks